# Masochiennes
Pour Paul-Laurent Assoun, les masochiennes sont les femmes qui, souvent douées d’une personnalité exceptionnelle, violentes ou en donnant l’image, et ayant défrayé les chroniques, ont souvent mis à genoux les hommes forts de l’histoire et l’intelligentsia de l’humanité. À ce titre elles sont de nature à nourrir l'imaginaire et le fantasme masochiens.

## Sacher Masoch dans ses romans

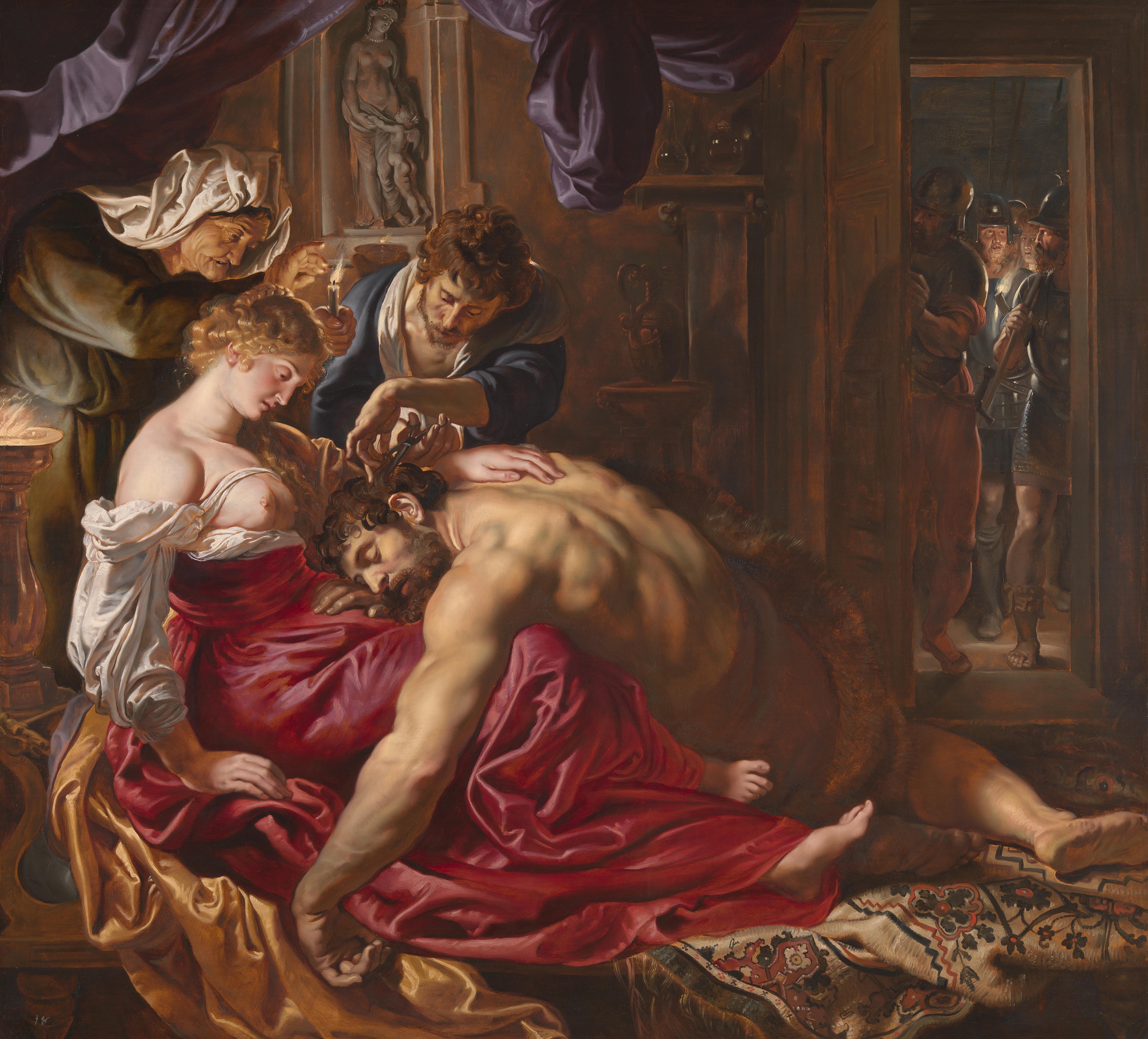
Samson et Dalila de Rubens.

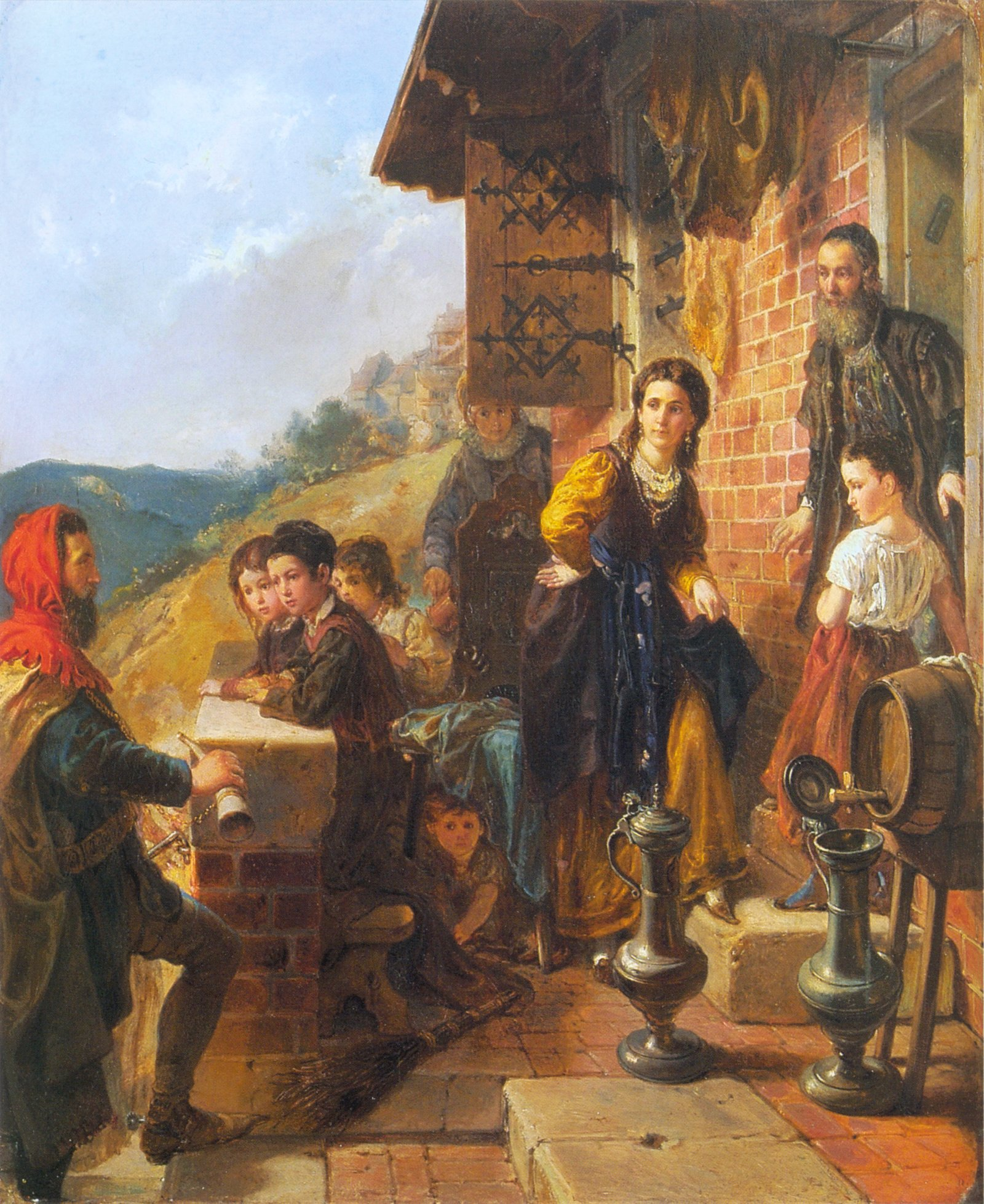
Casimir le Grand rendant visite à Esterka par W. Łuszczkiewicz (1870)

Dans Lola Fouets et Fourrures, comme dans tous ses romans, Sacher-Masoch commence par brosser le portrait de la femme idéale selon ses fantasmes. « Il est un type de femme qui, dès ma jeunesse, n'a cessé de me séduire : c'est la femme aux yeux de sphinx que l'envie rend cruelle et la cruauté envieuse.  Cette femme au corps de tigresse, adorée de l'homme, qu'elle le tourmente ou l'humilie. Que revêtue de la robe antique, elle partage la couche d'Holopherne, que sous sa cuirasse étincelante, elle assiste au supplice de son séducteur, ou que parée du manteau d'hermine de la Sultane, elle fasse précipiter son amant dans les flots du Bosphore, cette femme reste toujours la même. » Sacher-Masoch termine en écrivant sur l'étroite relation qui existe entre la cruauté et la sensualité. Il nous parle des abeilles qui tuent leur mâle après l'accouplement. Il rappelle la légende des Amazones de Scythie qui traitaient les hommes en esclaves et les massacraient l'acte vénérien une fois consommé.

### Les masochiennes de Sacher Masoch
Dans La Vénus à la fourrure Séverin a pour idoles les femmes les plus imposantes, intrigantes cruelles, meurtrières, traîtres de l'histoire de l'humanité. Cela passe par l'Odyssée avec Circé, celle qui transformait les hommes en pourceaux. Vient Dalila qui coupe les cheveux de Samson en le trahissant et en le privant de ses forces. La juive Esterka, « cette Pompadour juive de la Pologne », qui enchaînait le roi Casimir le Grand
La despote Catherine II, nommée « Catherine le Grand », celle qui arrache le pouvoir à Pierre III. Enfin Judith, Hélène, Lola Montez.

## Lou Andreas-Salomé

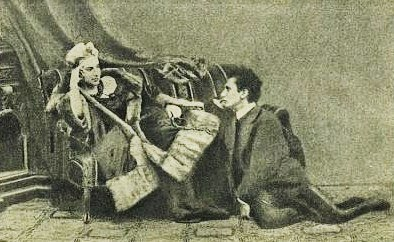
Sacher-Masoch et Fanny von Pistor

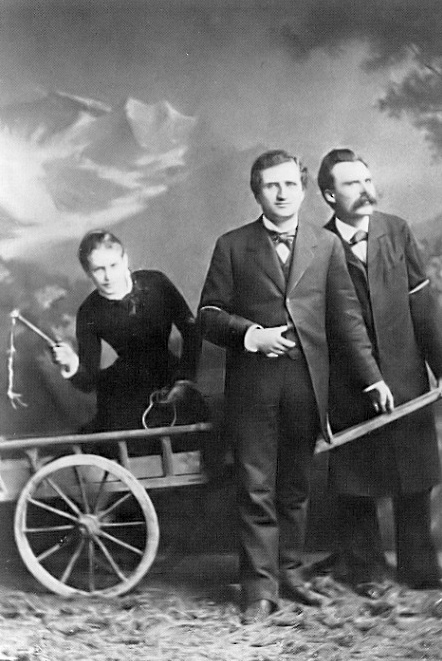
Lou Andreas-Salomé, Paul Rée et Friedrich Nietzsche

L'historien Bernard Michel établit un parallèle entre d'une part la photo de 1869, représentant Leopold von Sacher-Masoch en compagnie de Fanny von Pistor, vêtue de fourrure et armée d'un fouet, et d'autre part la photo de 1882 représentant Lou Andreas-Salomé, elle aussi armée d'un fouet improvisé avec une branche de lilas, et attelant Friedrich Nietzsche et le médecin Paul Rée à une charrette.
À ce sujet, Paul-Laurent Assoun écrit « Ainsi émerge une esthétique masochiste, "paradigme" dont la fameuse photographie de la charrette où Lou Salomé agite une branche de lilas en guise de fouet symbolique sur ses "adorateurs" Nietzsche et Rée fournit l'autre exemple ».

## Catherine II de Russie

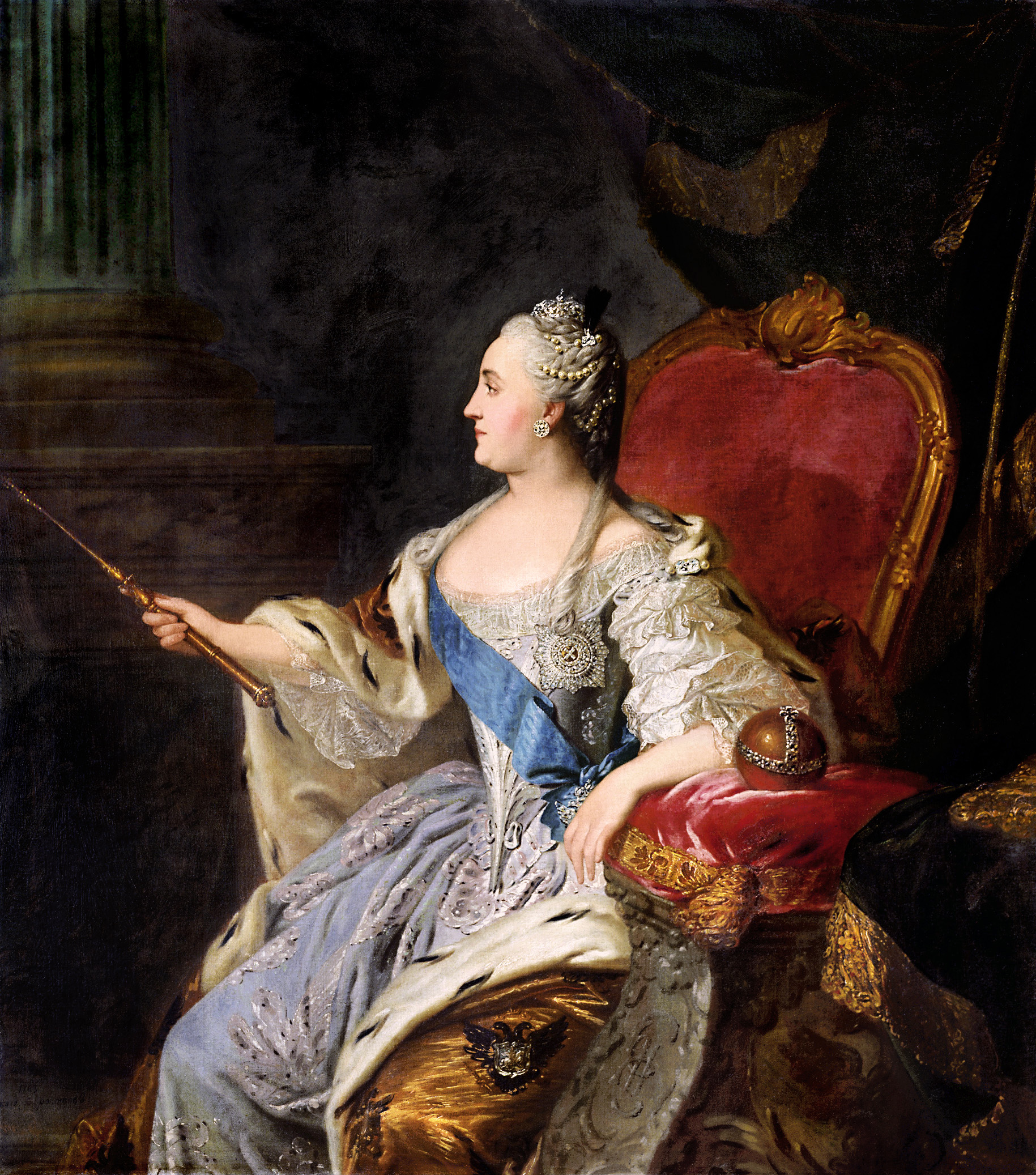
Portrait of Catherine II (Fedor Rokotov)

« C'est par un véritable coup d'État, on le sait, qu'elle arrache le pouvoir à Pierre III, se faisant acclamer par la garde (1762), le réduisant, selon le mot de Frédéric II qui prend toute sa signification dans l'imaginaire masochiste, à "un enfant qu'on envoie se coucher", avant de le faire assassiner. C'est à ses pieds de despote éclairée que s'agenouille l'intelligentsia européenne. C'est elle qui noie dans le sang les révoltes et réalise, sous le surnom de "Catherine le Grand", l'expansion de l'empire russe rêvé par son prédécesseur Pierre le Grand »

## Messaline

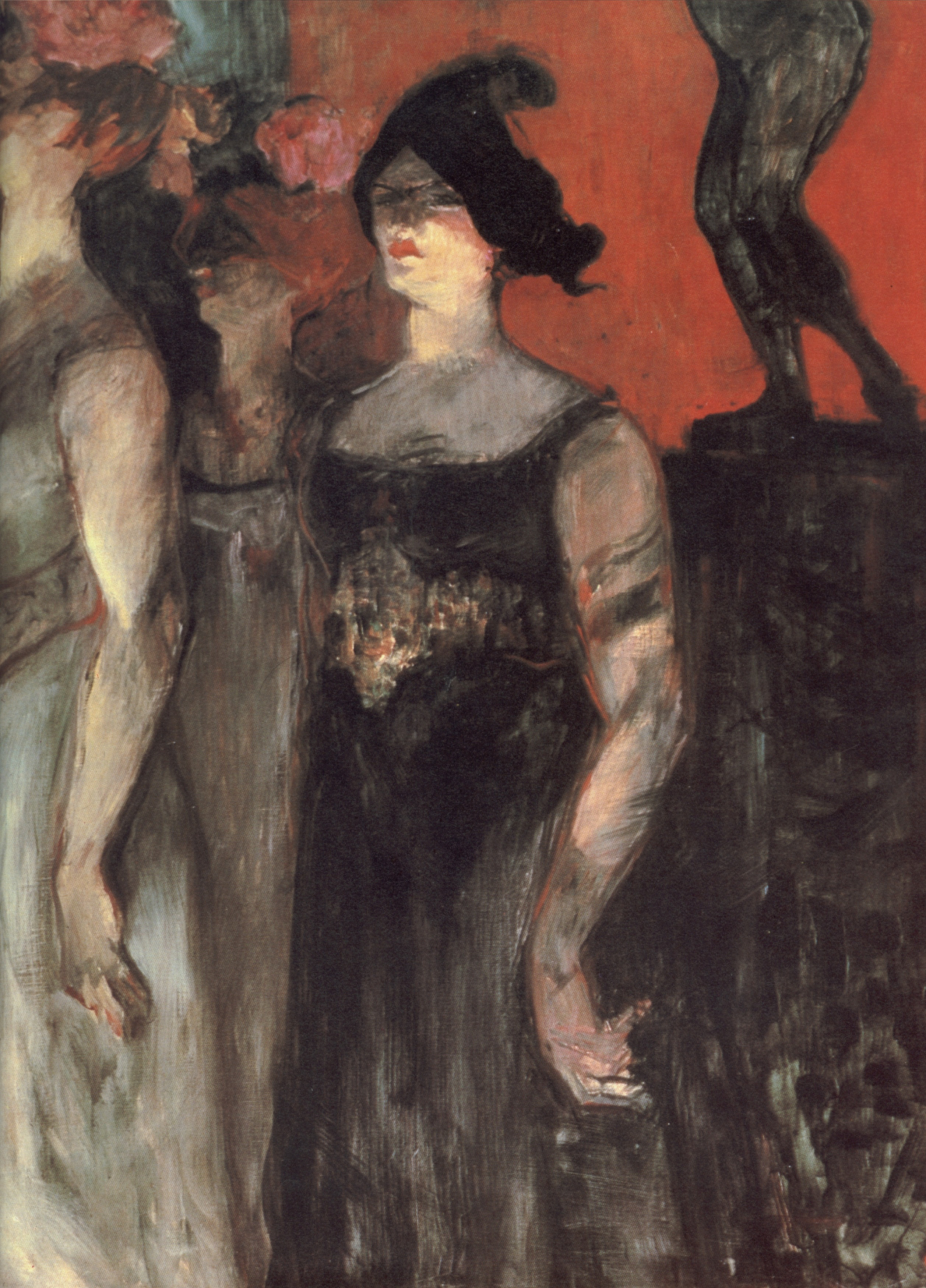
Messaline (Henri de Toulouse-Lautrec)

L'impératrice romaine Messaline est restée dans l'histoire tant de par son appétit sexuel que de par sa cruauté. Sur son intervention, de nombreux courtisans furent éliminés par la relégation, l'exil ou l'assassinat
« Sans doute est-ce la mention de Messaline qui est la plus prégnante : “ [...] l’impériale et enivrante courtisane de Suburre [...][75] ” est érigée en archétype. Des gladiateurs, l’impératrice avait la réputation de les rejoindre nuitamment, parfois de les faire exécuter. Nulle surprise à ce que, dans les œuvres de Sacher-Masoch, figurent les mêmes référents : Catherine II, Dalila tuant Samson, Judith décapitant Holopherne, Messaline naturellement, autant de référents interchangeables et exprimant la tyrannie féminine et la molestation du corps masculin ».

## Judith

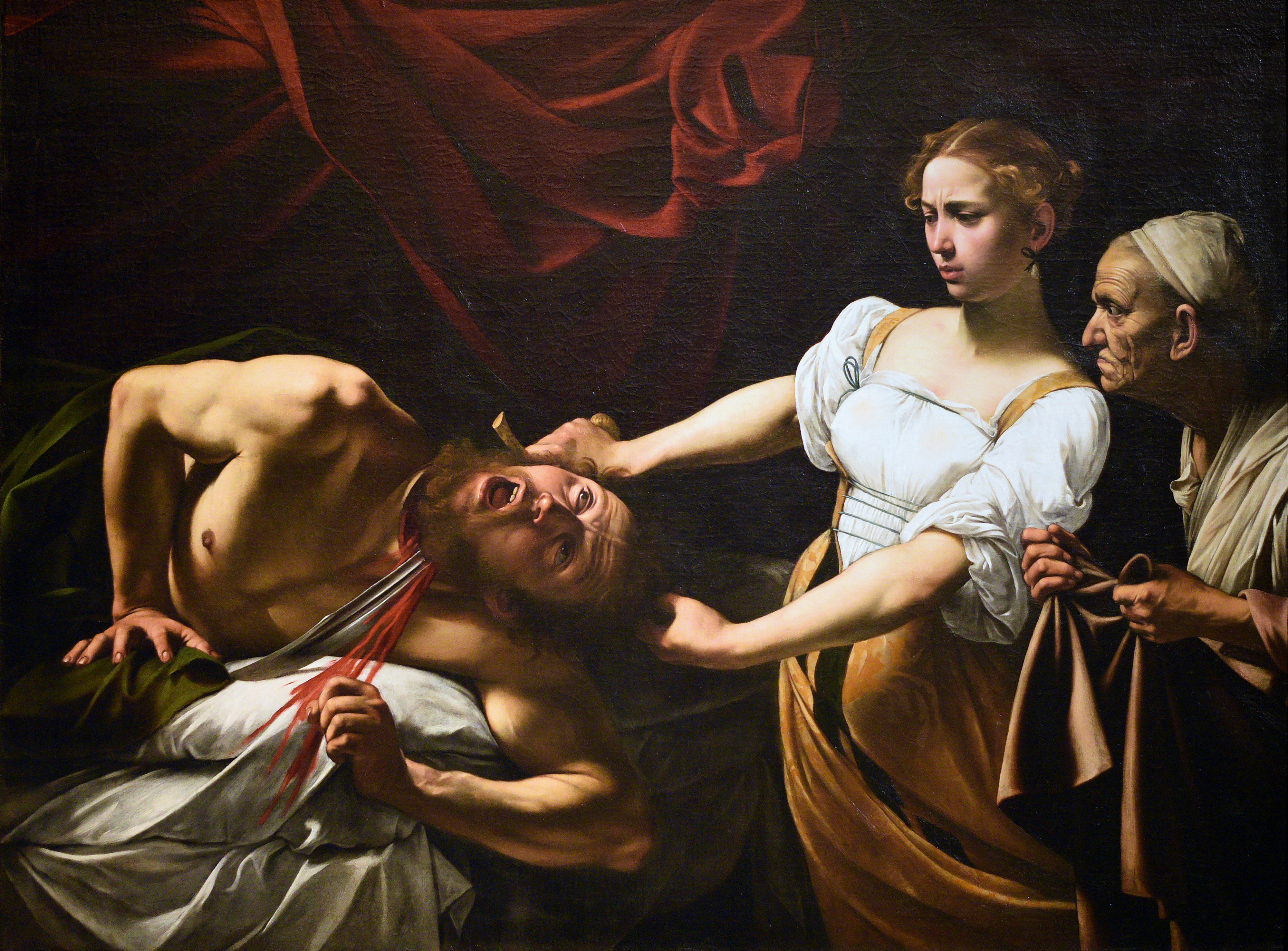
Judith décapitant Holopherne (Le Caravage)

Dans les récits bibliques, Judith, jeune veuve, émancipée des hommes, va empêcher Holopherne d’attaquer le peuple juif.
Elle quitte Béthulie pour rejoindre le camp ennemi, coiffée, parfumée et habillée de toutes ses parures de séduction.
Attirant tous les regards, elle se voit invitée par Holopherne à rejoindre sa tente. Une fois ce dernier endormi, enivré par un repas bien arrosé, elle prend son épée et le décapite. Elle charge ensuite sa suivante d’embarquer la tête d’Holopherne dans son sac.
« "Effondré sur son lit", il est livré aux mains vengeresses de la femme [...] ce qui fait de la Judith masochienne, en contraste de la Judith biblique instrument de Dieu, une véritable émanation de la Déesse mère »
L'écrivain Michel Leiris, dans son autobiographie L'Âge d'homme, rapproche la figure biblique de sa tante Lise, laquelle a interprété le rôle de Salomé dans l'opéra de Richard Strauss.
Dans La Vénus à la fourrure Sacher Masoch confie :« Je pris mon déjeuner sous mon berceau de chèvrefeuille en lisant le livre de Judith et j’enviai un peu le violent Holopherne ce païen pour sa fin sanglante  et pour la royale créature qui fit tomber sa tête ». « Dieu l’a puni et l’a livré aux mains d’une femme ».En écrivant ces lignes en évoquant Dieu Sacher-Masoch se pose la question « Allons que faut-il que je fasse pour qu’il me punisse. ». »

## Roxane

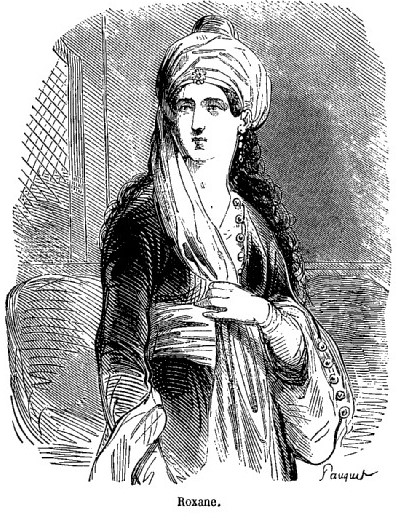
Roxane de Bajazet (Pauquet)

Sultane de la tragédie Bajazet de Racine, fascinée par l'idée de la mise à mort de l'être aimé, Roxane fera exécuter l'élu de son cœur après avoir échoué à éliminer ses rivales.
« C'est alors que le grand vizir, s'étant décidé à passer à l'action, entre au sérail avec ses hommes d'armes pour faire monter Bajazet sur le trône. Atalide, tout comme Acomat, cherche à savoir ce qu'il advient de lui. On apprend que, malgré une héroïque résistance, il vient d'être tué sur l'ordre de Roxane qui est elle-même poignardée par le fidèle Orcan, qui avait reçu d'Amurat, qui était au courant de tout, l'ordre secret de l'exécuter après Bajazet »
Selon Paul-Laurent Assoun, cela fait d'elle « l'image la plus sauvage de la féminité racinienne, et c'est à ce titre qu'elle fonctionne dans l'imaginaire masochien ».

## Lola Montès

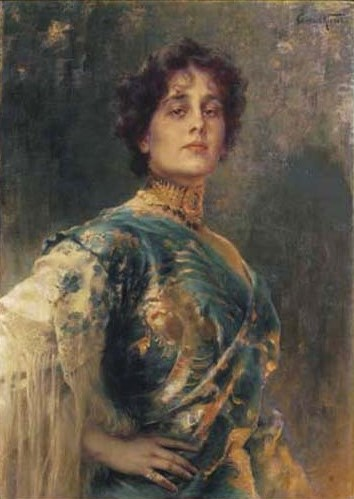
Portrait à l'huile de Lola Montez par Conrad Kiesel.

L'histoire de ses nombreuses frasques commence lorsque, lors des grandes manoeuvres de Berlin, son cheval s'emballe et l'entraîne dans la suite des souverains : interpellée par un gendarme, elle cravache le visage de ce dernier. Plus tard elle déchirera le procès-verbal d'assignation sous les yeux de l'huissier venu le lui délivrer.
« Lola Montès sème une traînée de "soufre" qui culmine dans tel épisode propre à agir sur l'imagination masochienne [...] Là culmine son prestige dans l'imaginaire masochien, faisant d'un souverain son "jouet", mettant en jeu son trône pour sa fatale "Lolita" ».
Célébrité médiatique avant l'heure, courtisane et, à ce titre, maîtresse de Louis Ier après avoir été entre autres celle de Franz Liszt et d'Alexandre Dumas fils, les faveurs qu'elle reçoit provoqueront la révolution en Bavière jusqu'à l'abdication du roi au profit de son fils, Maximilien II.
Paul-Laurent Assoun analyse que dans cette étape de l'histoire culmine le prestige de Lola Montès dans l'imaginaire masochien.

« Lola Montès était une charmeuse. Il y avait dans sa personne un je ne sais quoi de provocant et de voluptueux qui attirait. Elle avait la peau blanche, des cheveux noirs ondoyants comme des pousses de chèvrefeuille, des yeux indomptés et sauvages et une bouche qu'on aurait pu comparer alors à une grenade en bouton. Ajoutez à cela une taille lancinante, des pieds charmants et une grâce parfaite. Par malheur elle n'avait, comme danseuse, aucun talent. »

— Gustave Claudin

## La reine Zénobie

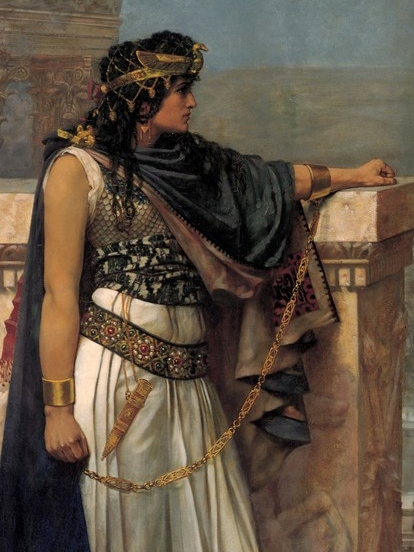
Le dernier regard de Zénobie sur Palmyre (Herbert Schmalz)

Sacher-Masoch a surnommé sa tante du nom de la reine Zénobie de Palmyre du simple fait qu'elle fut une femme de pouvoir autonome, et que dans son imaginaire les femmes de pouvoir étaient toujours très belles. « Dans La Sirène, elle apparaît sous les traits de Zénobie, « souveraine et coquette », bouleversant une famille patriarcale, inspirant aux femmes de la maison le désir de dominer, asservissant le père, coupant les cheveux du fils dans un curieux baptême, et travestissant tout le monde ».
« Reste la scène vécue qui reste à l’état de rêve dans les Souvenirs. « Ma tante Zénobie était remarquablement belle, une apparition éblouissante, une femme qui unissait la majesté d’une Catherine II de Russie au charme et à la grâce d’une Ninon de Lenclos. Elle était grande et admirablement faite, svelte, tout en ayant des formes opulentes. Elle était fière, aimable, en un mot irrésistible... » »

## Madame Pompadour
« Ce qu’il y a de curieux, c’est que dans sa fureur elle prétendait que sa vie était menacée, que le ministre voulait l’empoisonner, comme on s’était amusé à dire qu’il avait empoisonné Mme de Châteauroux. Le roi n’y put tenir, et Maurepas fut exilé à Bourges. Il avait été précédé dans la disgrâce par le contrôleur-général Orry, par le marquis d’Argenson, le rugueux et patriote ministre des affaires étrangères; il fut suivi par le comte d’Argenson, par M. de Machault lui-même, qui, après avoir été du parti de la favorite, s’était tourné contre elle. 

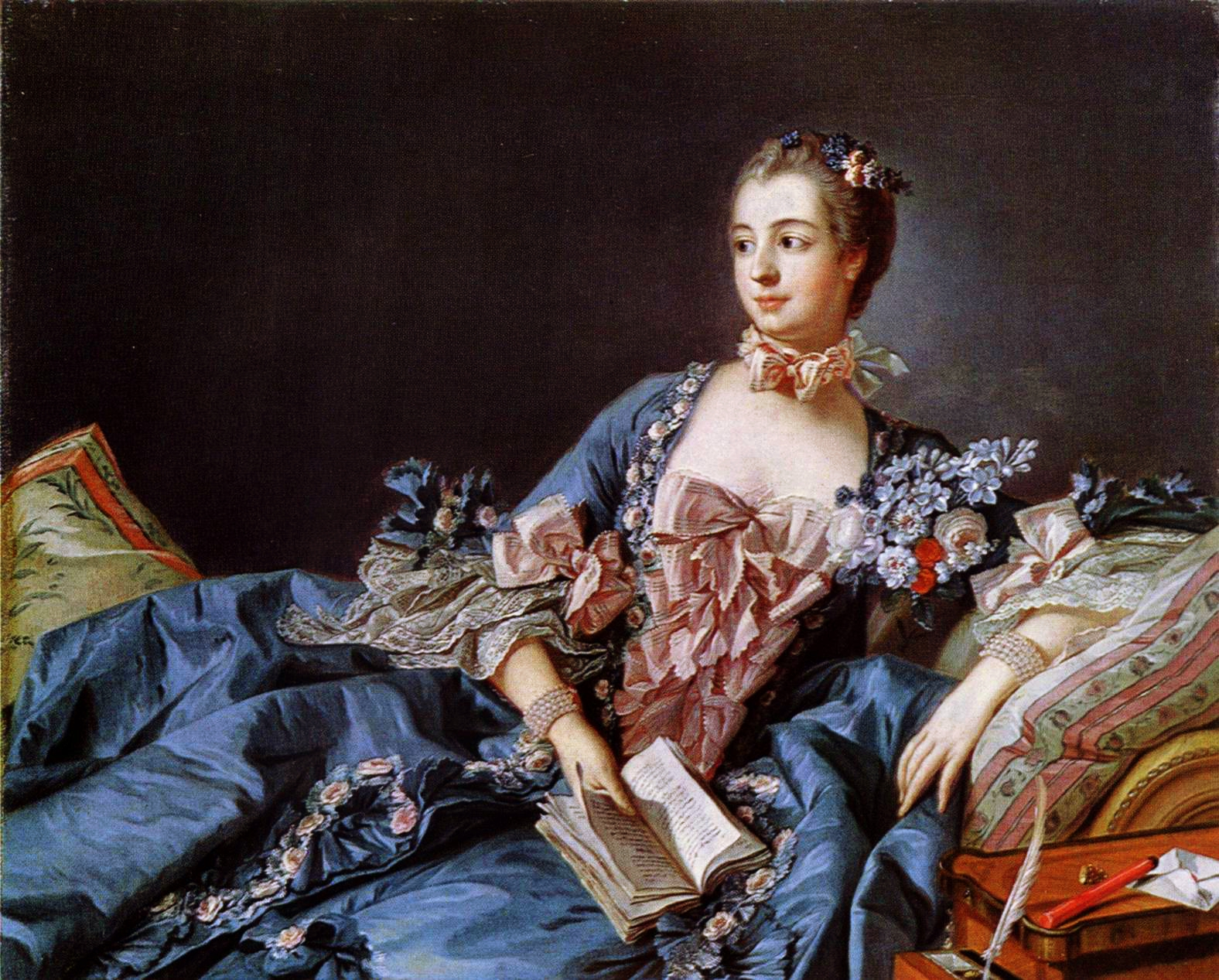
Madame de Pompadour
par François Boucher, vers 1758.
(Édimbourg, National Gallery of Scotland).

Ils y passèrent tous, et Mme de Pompadour resta seule souveraine et dominatrice avec des ministres de son choix, Bernis, puis le duc de Choiseul ».

## Marguerite de Valois

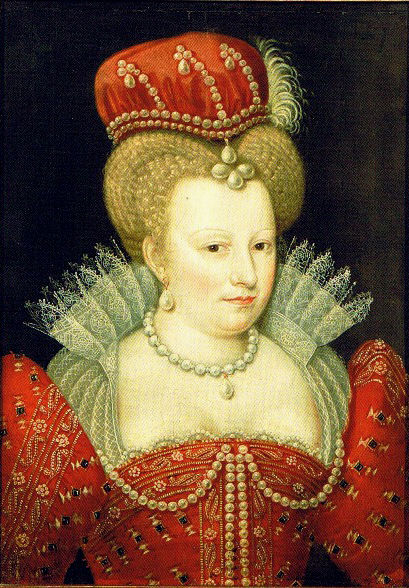
Marguerite de Valois, XVIe siècle, date exacte inconnue.

De par sa soif de pouvoir qui l'unit à Henri de Navarre, la « Reine Margot » est considérée comme intrigante et voluptueuse, de sensibilité masochienne selon Paul-Laurent Assoun. Par ailleurs, elle se fera remettre la tête de son amant après l'exécution de ce dernier.

## Lucrèce Borgia
Tour à tour citées toutes les femmes déchainées, à cet effet Assoum cite également Lucrèce Borgia, Fille naturelle du cardinal Rodrigo Borgia (futur pape Alexandre VI) et de Vannozza Cattanei Lucrèce Borgia, qui fonctionne dans l'imaginaire masochien. Et suivant Paul-Laurent Assoum rien ne l’arrête et elle réalise  « impérialement » son pouvoir et suivant Paul Laurent Assoum elle est dans la lignée de Messaline.

## Esterka
Esterka est la maîtresse juive légendaire de Casimir le Grand, roi de Pologne entre 1333 et 1370. Fille d'un tailleur pauvre d'Opoczno, elle devient « la belle Esterka, cette Pompadour juive de la Pologne ».
Le théologien Byron Sherwin (en) rappelle que « si les chroniqueurs médiévaux ont traité cette histoire d'amour comme un fait réel, les historiens modernes la traitent comme une simple légende. » Esterka est mentionnée pour la première fois chez l'historien Jan Długosz, près d'un siècle après la mort du roi.

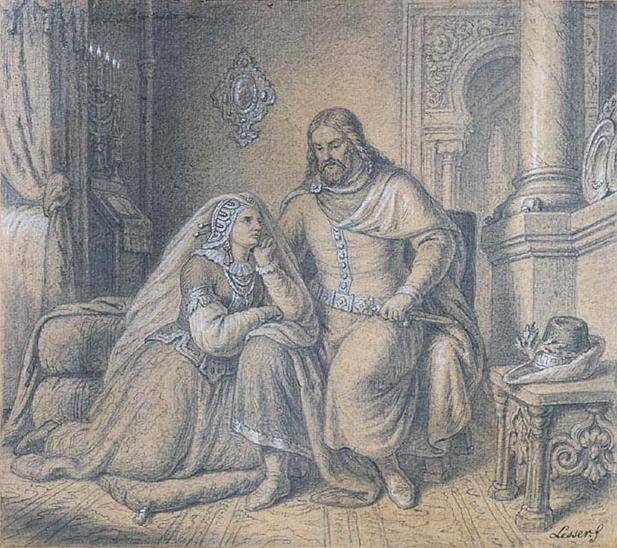
Casimir le Grand et Esterka

De sa relation avec Casimir, Esterka accouche de quatre enfants : deux garçons, Polka et Niemira, élevés dans la foi catholique ; et deux filles, élevées dans la foi juive, avec l'accord du roi,. Selon certaines sources, notamment le penseur juif David Gans, la liaison d'Esterka avec Casimir le Grand aurait contribué au renouvellement et à l'expansion des privilèges accordés aux Juifs de Pologne. D'après Byron Sherwin, cette idée pourrait provenir d'une association avec la vie du personnage biblique d'Esther.

Plusieurs lieux de Pologne sont associés au personnage d'Esterka. Ainsi, le mur d'un ancien château construit par Casimir le Grand à Kalisz est appelé « mur d'Esterka » où, selon le folklore locale, son fantôme viendrait la nuit attendre son amant. Le roi lui a aussi fait construire un petit château dans Bochotnica, au nord de Cracovie, relié au château du Wawel par un tunnel.